# Ali Krogius
Frans Ali Bruno Krogius (ur. 7 listopada 1864 w Helsinkach, zm. 12 maja 1939 tamże) – fiński chirurg.
Studiował na Uniwersytecie w Helsinkach, w 1892 roku został doktorem medycyny. Od 1890 do 1894 był asystentem w klinice chirurgicznej w Helsinkach. Od 1901 był ordynariuszem tej kliniki. W 1929 roku przeszedł na emeryturę.

## Wybrane prace
- Recherches bactérilogiques sur l’infection urinaire. Helsingfors, 1892.
- Urinvägarnas kirurgiske sjukdomar. Helsingfors, 1898
- Über die von Processus vermiformis ausgehende eitrige diffuse Peritonitis und ihre chirurgische Behandlung. Jena, 1901
- Om den s.k. blindtarminflammationen. Stockholm, 1906
- Über die chirurgische Behandlung der diffusen eitrigen Peritonitis. Sammlung klinischer Vorträge, Nr. 467/468. Leipzig, 1907.
- Om kräftsvulsterna. Helsingfors, 1916.